# Kahua
Le kahua est une des langues des Salomon du Sud-Est, parlée par 5 170 locuteurs (1999) à Makira (San Cristobal) dans le sud de l'île. Cette langue est aussi appelée : Anganiwai, Anganiwei, Narihua, Wanoni. C'est une langue véhiculaire pour le commerce.